# 格日寺
參數所指定的目標頁面不存在，建議更正成存在頁面或直接建立下列一個頁面（建立前請先搜尋是否有合適的存在頁面可以取代）：
- 格日寺 (玛沁县)

格日寺，藏语称“格日贡巴”（Ga ru dgon pa），位于西藏自治区拉萨市城关区娘热乡5村，是一座藏传佛教格鲁派女尼的寺院。

## 简介
经娘热乡向北，便可到达海拔4700多米的格日寺。格日寺距离拉萨市中心8公里。
格日寺是一座女尼寺，2004年时，住有97名女尼，其中最大的60多岁，最小的18岁。1997年，西藏军区总医院的妇产科及内科大夫在院长李素芝的带领下，到该寺巡诊，向女尼们介绍如何防治妇科病。
2012年时，该寺水房、澡堂、垃圾池、蔬菜温室大棚、书屋等设施俱全。人民政府已为寺内75名女尼全部办理了医疗保险，其中有42人参加了养老保险，71人享受最低生活保障。2012年7月，政府还组织医务人员为ㄒ们免费体检，并建立健康档案。